# Фиолетово-зелёная американская ласточка
Фиолетово-зелёная американская ласточка (лат. Tachycineta thalassina) — вид воробьиных птиц из семейства ласточковых (Hirundinidae). Распространены вдоль западного побережья Северной Америки от Аляски до Мексики. Внешне очень похожи на древесную американскую ласточку, но их можно узнать по белым боковым пятнам на крестце, которые как бы разделяют зелёную спину и фиолетовый хвост. Фиолетово-зелёные ласточки — вторичные гнездящиеся птицы, встречающиеся в различных местах обитания, включая лиственные и хвойные леса. Помимо гнездования в дуплах деревьев, их также можно наблюдать в расщелинах скал.

## Описание
Своеобразная форма тела ласточек отличает их от других воробьиных птиц. Их длинные заострённые крылья и тонкое, обтекаемое тело были созданы для того, чтобы ловить насекомых в полете. Тело фиолетово-зелёной ласточки не является исключением. При средней длине тела 13 см фиолетово-зеленая ласточка немного короче и выглядит более компактной в полете по сравнению с другими представителями семейства ласточковых. Фиолетово-зелёная ласточка больше всего похожа на древесную американскую ласточку, но её можно отличить по более коротким крыльям и окраске.

### Окраска
Фиолетово-зелёная ласточка получила своё название благодаря окраске спины и крестца. Опознать этот вид лучше всего по зелёной окраске верхней части головы и спины, а также оттенкам фиолетового на затылке, крестце и верхней части хвоста. Ниже зелёной спины остальная часть крыла серовато-бронзовая. Как и другие ласточки, T. thalassina белая снизу, но отличается тем, что белый цвет продолжается на боковых щитках крестца, которые почти сходятся у основания хвоста. В полете эти белые боковые стороны крестца иногда выглядят как одна сплошная полоса. Белый цвет также распространяется на щеки, частично окружая глаз. Выемка в хвосте немного мельче, чем у древесной ласточки, но глубже, чем у относительно плоского хвоста белолобой горной ласточки.
Половой диморфизм у фиолетово-зелёных ласточек выражен слабо: взрослые самцы просто имеют более яркую окраску, чем взрослые самки. Кроме того, белые щеки не так заметны, а голова у самок скорее бронзовая, чем зелёная. Молодые особи не так легко идентифицируются по сравнению со взрослыми из-за их тусклой окраски. Подобно другим молодым ласточкам, особенно древесной, молодая фиолетово-зеленая ласточка имеет белый низ и серовато-коричневый верх. Однако более постепенное изменение окраски и заметные (но несколько уменьшенные) белые щечные пятна могут помочь в идентификации молодых особей этого вида.

## Место обитания
Тип местообитания зависит от географического положения и высоты над уровнем моря. По всему ареалу обитания эти птицы встречаются в лиственных, хвойных и смешанных лесах, а также в каньонах и вблизи больших скал. Места гнездования не имеют существенных различий, за исключением того, что места гнездования обычно находятся на более низких высотах. Фиолетово-зеленые ласточки также гнездятся вокруг зданий в более обжитых районах.

## Распространение
Фиолетово-зеленые ласточки — преимущественно западный вид, в редких случаях их можно встретить на востоке Северной Америки. Распространение вида можно разделить по признаку наличия подвидов, но весь ареал простирается от центральной Аляски до Мексики. В продольном направлении ареал граничит с западным побережьем Аляски, Британской Колумбии и США, а в восточном — с юго-западной Альбертой, Монтаной, Северной и Южной Дакотой и Техасом. Ареал гнездования охватывает почти всю территорию ареала, а зимний ареал ограничен Мексикой.

## Поведение

### Рацион
Как и другие ласточки, фиолетово-зелёные ласточки питаются в основном мелкими летающими насекомыми, ловя и поедая добычу в полёте. Однако известно, что они кормятся выше в небе, чем большинство других ласточек. Изучение содержимого желудков нескольких особей показало широкий спектр объектов питания, включая насекомых, таких как муравьи, жуки и мухи, а также других членистоногих, например пауков. В редких случаях этих птиц наблюдали кормящимися на земле, но такие случаи являются исключением из их типичных кормовых привычек.

## Размножение
Фиолетово-зелёные ласточки обычно прилетают на место гнездования за несколько недель до начала размножения. В зависимости от места обитания копуляция происходит в середине мая, яйца откладываются к началу июня, а затем в течение нескольких недель происходит инкубация до вылупления птенцов. Средний размер кладки составляет 5 яиц, причем самки откладывают примерно по одному в день. В течение нескольких недель после вылупления птенцов родители кормят их, пока те медленно отращивают перья. Примерно через 3 недели птенцы готовы покинуть гнездо. Чаще всего пары размножаются один раз за сезон размножения, но в отдельных случаях наблюдалось и повторное выведение птенцов.

### Места гнездования
Фиолетово-зеленые ласточки — вторично гнездящиеся птицы, то есть они обычно гнездятся в естественных норах или в ранее занятых гнездах. Некоторые пары даже занимают гнёзда других видов. Большинство гнёзд располагается в дуплах деревьев или в расщелинах больших скал. Из-за зависимости от крупных деревьев фиолетово-зеленые ласточки сильно страдают от сельскохозяйственных работ. Помимо гнездования в естественных дуплах, фиолетово-зеленые ласточки также занимают искусственные гнездовые ящики. Пары обычно размножаются в отдельных гнёздах, за исключением скал, где можно встретить большие колонии, гнездящиеся вместе.

### Межвидовой сброс яиц
Фиолетово-зеленые ласточки сотрудничали и конкурировали с различными видами птиц, в том числе с западной сиалией. В одном из полевых наблюдений фиолетово-зеленая ласточка отложила яйцо в гнездо западной сиалии. Вначале самец сиалии попытался выгнать ласточку из гнезда, в то время как самка сиалии не проявляла беспокойства по поводу вторжения ласточки. По-видимому, сиалии терпели акт сброса яиц фиолетово-зеленой ласточкой, но, вернувшись на следующий день, наблюдатель обнаружил, что только что отложенное яйцо разбито под гнездом. Такое поведение позволяет предположить, что самка фиолетово-зеленой ласточки может участвовать в межвидовом сбросе яиц, если не может попасть в своё гнездо после физиологической готовности к откладке яйца.
Фиолетово-зеленая ласточка из The Crossley ID Guide: Eastern Birds

### Внутривидовая защита отцовства
Фиолетово-зелёные ласточки являются вторичными гнездовыми и воздушными насекомоядными, что делает самцов восприимчивыми к конкуренции за гнездо и спаривание. Чтобы избежать рогоносцев, самцы, в отличие от древесных ласточек, тратят больше времени на охрану своей пары, чем гнезда. Такое поведение в защиту отцовства подчеркивает, что у нетерриториальных фиолетово-зеленых ласточек конкуренция за самца сильнее, чем конкуренция за место гнездования.

### Межвидовое сотрудничество
Зарегистрированы многочисленные случаи, когда фиолетово-зелёные ласточки вступали в кооперативные отношения с другими видами. В 1981—1982 гг. три независимые пары ласточек совместно занимали гнезда западных сиалий. Ласточки охраняли гнездовой участок, удаляли фекальные мешки из ящиков и кормили птенцов сиалий, не встречая сопротивления со стороны взрослых сиалий. Несмотря на слишком малый размер выборки для получения статистической значимости, выживаемость птенцов была выше, когда фиолетово-зеленые ласточки обеспечивали активный уход. Предполагается, что ласточки получают выгоду от сотрудничества, наследуя гнезда после того, как родители и птенцы сиалий покидают его.

### Межвидовая конкуренция
Наряду с эпизодическими наблюдениями за межвидовым сотрудничеством фиолетово-зелёных ласточек, они участвуют и в межвидовой конкуренции за места гнездования. В одном из примеров в 1974 году было отмечено конкурентное поведение между гаичкой Гамбела и фиолетово-зелёными ласточками. Физическая борьба началась с того, что пара ласточек попыталась занять гнездовой участок, занятый парой гаичек и их птенцами. После многократных воздушных боев птенцы вернули себе контроль над гнездом и успешно защищались от последующих атак фиолетово-зелёных ласточек. Тот же наблюдатель отметил аналогичную стычку между фиолетово-зелёными ласточками и волосатыми дятлами, закончившуюся тем же результатом. Эти виды являются постоянными обитателями, что позволяет им выбирать места для гнездования, в то время как фиолетово-зелёные ласточки — сезонные обитатели, поздно прилетающие на гнездование. Таким образом, дефицит пригодных для гнездования мест может быть причиной такого межвидового конкурентного поведения фиолетово-зелёных ласточек. Аналогичное конкурентное поведение за потенциальные гнездовые участки наблюдалось между желудевым дятлом и фиолетово-зелёной ласточкой.

### Анабиоз
Существует предположение, что некоторые птицы, в том числе и ласточки, в суровых зимних условиях впадают в состояние оцепенения (анабиоз). У фиолетово-зеленых ласточек отмечено лишь несколько случаев снижения температуры тела и скорости метаболизма. Первый случай был отмечен в 1965 году вблизи Национального парка Долина Смерти в Саратога-Спрингс. Наутро после холодной и ветреной ночи наблюдатели заметили трёх «мёртвых» особей на обращенном к востоку склоне дюны. При ближайшем рассмотрении фиолетово-зеленые ласточки совершали незначительные движения, например, открывали глаза, но не сопротивлялись при обращении с ними. Внешний вид ласточек, включая положение головы по отношению к склону и пушистость перьев, был похож на таковой у других птиц, находящихся в оцепенении. Несмотря на отсутствие термометров, было очевидно, что эти три особи находились в состоянии гипотермии около 45 минут после восхода солнца. В конце концов три ласточки неловко взлетели, что означало окончание их оцепенения.

## Борьба с эктопаразитами

### Солнечные ванны
Помимо достижения пограничных гипотермических температур во время анабиоза, фиолетово-зелёные ласточки, принимая солнечные ванны, ведут себя аналогично гипертермическим особям. Признаками такого поведения являются ориентация крыльев и хвоста, состояние, похожее на транс, и периодическая потеря равновесия. Исследования показали, что повышение температуры перьев во время купания позволяет бороться с эктопаразитами. Период принятия солнечных ванн у фиолетово-зеленых ласточек непродолжителен и зависит от температуры окружающей среды и скорости ветра, но обычно наступает после увеличения численности паразитов к концу гнездования.